# Персийска империя
Персийската империя е грандиозно политическо формирование, една от най-големите държави, познати на световната история, обхващаща в различни исторически периоди земите на Иранското плато – Мала Азия – Египет и Европа. Доминиращ етнос в нея са персите – индоевропейско племе, обитавало земите на днешен Иран около 10 – 9 век пр.н.е.. Терминът се отнася основно към царството на Ахеменидите (550 пр. Хр. – 330 пр. Хр.), но също така се употребява и за
- Партско царство (247 пр. Хр.–224 сл. Хр.)
- Сасанидската империя или Втора персийска империя (224 – 651)
- Сефевидски Иран (1501 – 1736)

## История
Митологичен основател на династията на Ахеменидите, към която принадлежат великите царе на древноперсийското царство, е Ахемен, царувал между 705 пр.н.е. и 675 пр.н.е. (или от 685 пр.н.е. до 675 пр.н.е.). Вероятно е син на героя Персей, на когото са наречени персите, и е хранен от един орел. Баща е на Теисп, който го наследява на трона.
През 701 пр.н.е. Ахемен ръководи голямото преселение на персите от територията южно от езерото Урмия на юг през територията на мидийците и еламите до територията около по-късния Персеполис.

### Ахеменидско царство
Следвайки разказа на гръцкия историк Херодот (около 480 – 421 пр.н.е.) първоначално персите са били разпокъсани и зависими в политически план от по-силните си съседи като Мидийското царство. Сведенията на Херодот за Персийската империя започват от началото на 6 век пр.н.е., когато цар Кир II Велики (около 560 пр.н.е. – 529 пр.н.е.) от династията на Ахеменидите успява да обедини персийските племена и разгромява Мидийското царство. Започва персийската експанзия. Превзети са Вавилон (539 пр.н.е.), Сирия и Палестина, Лидийското царство заедно с малоазийските гръцки градове (540 пр.н.е.) С победите на персийското оръжие и последвалото унищожаване на Нововавилонското царство приключва и Вавилонският плен на евреите, които получават възможността да се завърнат по родните си места. Вследствие на завоевателната политика на Кир, цяла предна Азия е в ръцете на персийската управляваща династия.
Според преданието Кир Велики умира в битка с царицата на масагетите Томирис през 529 пр.н.е.. Престолът му е зает от неговия син – Камбиз II (529 пр.н.е. – 522 пр.н.е.), който продължава завоевателната политика на баща си, като през 525 пр.н.е. завзема Египет, разгромявайки египетската армия при крепостта Пелусий. Следва опит за превземане на страните на юг от Египет, който пропада. Преди да се върне в Персия, царят е убит, вероятно вследствие на дворцов заговор. Империята достига зенита си при управлението на цар Дарий I, който повежда войските си към Тракия. Войната избухва заради жестокото потушаване през 499 пр.н.е. на въстанието на гръцките полиси под персийска власт в Йония (дн. Западна Турция). Персите напълно опожаряват много от градовете и населението им е откарано в робство. Търговското съревнование също има роля за войната в източното Средиземноморие. През 490 пр.н.е. започва първата фаза от войната с битката при Маратон с победител гръцкият главнокомандващ Милтиад Младши.
Синът на Дарий I – Ксеркс – също се опитва неуспешно да завоюва Гърция през 479 пр.н.е. с битката при Платея. Изходът на тази война е изключително важен за оцеляването на гръцката демокрация и култура, възприети по-късно и в Западна Европа. Ахеменидската династия създава огромна по площ империя, която управлява и организира добре. Дарий разделя империята на 20 провинции, като всяка е длъжна да плаща данък. По това време основната религия на владетелите и на по-голямата част от народа в Персия е зороастризмът с основател Зороастър, живял около 600 пр.н.е.. Тази религия и нейните мистични водачи стават важна част от персийската култура и според някои историци именно тя е оказала известно влияние върху християнството и западната култура.
Последните няколко години от управлението на Ахеменидите са белязани от упадък и разруха. Подложена на атаките на младия македонски цар Александър Велики, голямата империя се срива само за осем години.

### Селевкидска династия
Филип II, владетел на по-голямата част от територията на Древна Гърция и неговият син Александър решават да се възползват от слабостта на персийската империя. След смъртта на Филип армията на Александър нахлува в Азия през 334 пр.н.е. и бързо прекосява Лидия, Финикия и Египет, след което разгромяват войските на Дарий III при Иса и завладеят столицата Суза. Последната персийска съпротива е при Персийските врати, намиращи се до царския дворец край Персеполис. През следващите няколко века тези територии се намират под влиянието на гръцката или елинската култура.
Империята на Александър Македонски бързо рухва след смъртта му. Неговият генерал Селевк I Никатор прави опит да поеме контрола върху Персия, Месопотамия, по-късно и върху Сирия и Мала Азия. Управлението на Селевкидите е познато в историята като Селевкидско царство. Преди да успее да завладее Гърция и Македония, Селевк I е убит през 281 пр.н.е. Гръцката колонизация продължава до 250 пр.н.е. Старогръцкият език, философия и изкуство навлизат заедно с колонизацията. Започнала още по времето на Ахемендиите, търговията с Китай по пътя на коприната, при Селевкидската династия се разраства. Заедно с търговията от Индия нахлува будизмът, докато зороастризмът пътува на запад и повлиява юдаизма. В Персия и Афганистан са открити забележителни статуи на Буда в класически гръцки стил. Селевкидското царство навлиза в упадъчен период и скоро е превзето от Партското царство и Римската империя.

### Партско царство
Партското царство е доминиращата сила в Иран от края на 3 век пр.н.е. до началото на 3 век и контролира обширни територии, включително Месопотамия между 190 пр.н.е. и 224. То е основано и управлявано от династията на Аршакидите, водачи на номадското племе парти, завладяло голяма част от източните територии на Селевкидското царство.
За първи владетел се смята шах Аршак I (може би от номадското племе парни, чиято връзка с думата парти е предмет на спорове, или, според арменски източници, от ефталитски произход) се обявява за независим от Селевкидското царство в отдалечените области на Северен Иран (ок. 250 пр.н.е.). Неговите наследници управляват там, докато през 206 пр.н.е. Антиох Велики отново ги подчинява за кратко на Селевкидската империя.
Към 129 пр.н.е. партите контролират всички територии на изток от река Тигър и установяват зимния си лагер в Ктезифон. По това време това е малко предградие на разположената на другия бряг на Тигър Селевкия, най-големия елинистичен град в Западна Азия. Партите само провеждат няколко нападения срещу града, който и в бъдеще запазва своята автономия и гръцка култура. В разгара на месопотамското лято партските войски се оттеглят към древните персийски столици Суза и Екбатана.
През 1 век пр.н.е. партите се намесват често в източносредиземноморската политика от своята столица Ктесифон. Те се сблъскват с римляните и печелят уважението им, когато успяват да победят армията на Крас (Марк Лициний Крас) в битката при Кара (53 пр.н.е.). Установили се в по-голямата част от земите на старата Персийска империя, партите се превръщат в най-големия съперник на Рим, чиито източни кампании (например при Траян и Септимий Север) никога не засягат тежко гъвкавата и донякъде децентрализирана Партска империя, като в същото време обезкръвяват Рим.
През 224 г. Ардашир I, управител на Фарс, родната провинция на Ахеменидите, сваля Артабан V и създава Сасанидското царство.
След поражението си партите, по това време малка прослойка от благородници, изглежда изчезват без следа.